# Université de la Sainte Famille
L'université de la Sainte Famille (en anglais : Holy Family University) est une université américaine située à Philadelphie en Pennsylvanie. Cette école privée et catholique a été fondée en 1954.